# GERAN
GERAN je zkratkou GSM Enhanced Data Rates for GSM Evolution Radio Access Network, kterou se označuje rádiová přístupová síť pro EDGE. Standardy pro GERAN vytvořilo a udržuje konsorcium 3GPP (Third Generation Partnership Projekt). GERAN je klíčovou součástí sítí GSM a kombinovaných sítí UMTS/GSM.
GERAN je tvořena základnovými stanicemi a sítí, která je propojuje (rozhraní Ater a Abis) s řadiči základnové stanice spolu s rádiovou částí GSM/EDGE spolu. GERAN je propojena s jádrem GSM sítě, které zajišťuje spojování telefonních hovorů a směrovaní paketových dat mezi veřejnou telefonní sítí (PSTN) a Internetem a mobilními telefony účastníků. Síť operátora mobilních telefonů sestává z jedné nebo více GERAN, které jsou u sítí UMTS/GSM propojeny s přístupovými sítěmi UTRAN.
Přístupová síť GERAN bez EDGE se nazývá GRAN.
Přístupová síť GERAN bez GSM se nazývá ERAN.